# Корабель морської охорони проєкту 58160
Корабель (катер) морської охорони проєкту 58160 (шифр «Корал») — перспективний корабель 3 рангу (великий сторожовий катер) морської охорони, розроблений миколаївським державним підприємством «Дослідно-проєктний центр кораблебудування» (ДП "ДПЦК"). Призначений для забезпечення охорони державного кордону у морській винятковій економічній зоні, участі в боротьбі з організованою злочинністю та протидії незаконній імміграції на державному кордоні, а також участь у проведенні пошуково-рятувальних операцій. Призначений для заміни проєктів сторожових кораблів 205П та 1241.2. Розроблений в рамках виконання програми «Облаштування та реконструкція державного кордону» на період до 2015 року від 13 червня 2007 року.

## Історія
У грудні 2012 року на верфі Феодосійської Суднобудівної Компанії «Море» було закладено перший корабель серії з шести одиниць. Але початок війни й окупація Криму не дали довести справу й недобудований корабель залишився у Феодосії. Проте, цей корабель зберігає перспективи для будівництва на Українських верфях, та, зважаючи на значну активність Укроборонпрому на зовнішніх ринках, може знайти свого користувача за кордоном.
19 вересня 2018 року проєкт був представлений у місті Цване, Південно-Африканська Республіка на Міжнародній виставці авіації та військового озброєння Aerospace and Defence 2018 (AAD-2018).

## Тактико-технічні характеристики
Загальні кораблебудівні характеристики
- Довжина, максимальна: 45,66 м
- Довжина по КВЛ: 41 м
- Ширина, максимальна: 8,44 м
- Осадка
- Водотоннажність,  повна: 310 т
- Автономність 15 діб
- Екіпаж 24 особи

Енергетична установка та швидкість
- Енергетична установка 2 дизелі 20V 4000 M93, MTU
- Максимальна швидкість: не менше 29 вуз.
- Дальність плавання не менше 2500 миль (14 вуз.)

Радіотехнічні засоби
- РЛС висвітлення надводної обстановки
- Оптико-електронна система управління стрільбою АУ
- Навігаційна РЛС
- Інтегрований місток

Озброєння
- 1 універсальний бойовий модуль УБМ-30М калібру 30 мм
- 2х1 12,7-мм кулемети (НСВ)
- 6-ти місний швидкохідний доглядовий катер
- 4-х місний катер

## Оператори
- Україна Планувалось надходження на озброєння Морської охорони Державної прикордонної служби України. У грудні 2012 року на заводі Феодосійської суднобудівної компанії «Море» був закладений головний корабель серії з шести одиниць. Перший корабель очікувалось ввести до строю в 2013 році, всю серію до 2020 року. Після окупації АР Крим у 2014 році, недобудований корабель залишився на заводі у Феодосії.

## Кораблі проєкту
| Назва | Бортовий № | Виробник   | Заводський № | Дата закладки | Спуск на воду | Введення до складу | Флот                    | Стан |
| ----- | ---------- | ---------- | ------------ | ------------- | ------------- | ------------------ | ----------------------- | ---- |
|       |            | ФСК «Море» | 205          | .12.2012      |               |                    | Морська охорона України |      |

## Зовнішні посилання
- Патрульний катер «Корал» [Архівовано 10 листопада 2017 у Wayback Machine.]
- Корабель (катер) морської охорони проєкту 58160 (шифр «Корал») [Архівовано 16 жовтня 2017 у Wayback Machine.]
- "Коралл" для Морской охраны: "украинский вариант" Damen Stan Patrol [Архівовано 15 вересня 2017 у Wayback Machine.]
- До 2020 року для потреб Державної прикордонної служби України планується побудувати 39 катерів сучасних проєктів [Архівовано 25 жовтня 2017 у Wayback Machine.]
- Спуск на воду головного катера пр.58130 "Орлан" [Архівовано 5 січня 2016 у Wayback Machine.]
- ПСКР МО шифр 4107 "Корал" [Архівовано 25 жовтня 2017 у Wayback Machine.]
- Нові кораблі проєкту "Корал" для морської охорони почнуть будувати в IV кварталі [Архівовано 25 жовтня 2017 у Wayback Machine.]